# Óbidos (Pará)
Óbidos, offiziell portugiesisch Município de Óbidos, ist eine 1697 von den portugiesischen Eroberern gegründete Gemeinde im heutigen Brasilien. Sie liegt an der engsten Stelle des gesamten Amazonas im Bundesstaat Pará zwischen Belém und der Landeshauptstadt des Bundesstaates Amazonas, Manaus. Der Fluss ist hier nur circa 2 Kilometer breit, aber immer noch 93 Meter tief. Sie ist nach dem portugiesischen Ort Óbidos benannt.
Laut Volkszählung 2010 des Instituto Brasileiro de Geografia e Estatística (IBGE) hatte Óbidos eine Bevölkerungszahl von 49.333 Einwohnern, die Obidenser genannt werden. Die Bevölkerungszahl wurde zum 1. Juli 2021 auf 52.473 Einwohner geschätzt, die auf einer großen Gemeindefläche von rund 28.021,4 km² leben. Nach Fläche steht die Gemeinde an 8. Stelle der 144 Munizips des Bundesstaates, nach Bevölkerungszahl an 41. Stelle. Rechnerisch ergibt sich eine Bevölkerungsdichte von 1,8 Personen pro km².
Óbidos ist Sitz des katholischen Bistums Óbidos.

## Geographie
Umliegende Gemeinden sind im Norden Almeirim, im Süden Santarém und Juruti, im Osten Alenquer und im Westen Oriximiná.

## Kommunalverwaltung
Zum Stadtpräfekten (Bürgermeister) wurde bei der Kommunalwahl 2016 Francisco José Alfaia de Barros des damaligen Partido da República (PR) für die Amtszeit von 2017 bis 2020 gewählt. Er wurde bei der Kommunalwahl 2020 durch Jaime Barbosa da Silva vom Movimento Democrático Brasileiro (MDB) für die Amtszeit von 2021 bis 2024 als Stadtpräfekt abgelöst.

## Bevölkerung

### Bevölkerungsentwicklung
| Jahr | Einwohner | Stadt  | Land   |
| --- | --------- | ------ | ------ |
| 1991 | 42.307    | 20.147 | 22.160 |
| 2000 | 46.490    | 22.978 | 23.512 |
| 2010 | 49.333    | 25.466 | 23.867 |
| 2021 | 52.473    | ?      | ?      |
| Die zur Anzeige dieser Grafik verwendete Erweiterung wurde dauerhaft deaktiviert. Wir arbeiten aktuell daran, diese und weitere betroffene Grafiken auf ein neues Format umzustellen. (Mehr dazu) |           |        |        |

Quelle: Atlas do Desenvolvimento Humano no Brasil

### Ethnische Zusammensetzung
Ethnische Gruppen nach der statistischen Einteilung des IBGE (Stand 2000 mit 46.490 Einwohnern, Stand 2010 mit 49.333 Einwohnern):
| Gruppe*     | Anteil 2000      | Anteil 2010          | Anmerkung                        |
| ----------- | ---------------- | -------------------- | -------------------------------- |
| Brancos     | 12.856 (27,65 %) | ▼ 10.015 (20,30 %) ▼ | Weiße, Nachfahren von Europäern  |
| Pardos      | 30.118 (64,78 %) | ▲ 34.458 (69,85 %) ▲ | Mischrassige, Mulatten, Mestizen |
| Pretos      | 2.510 (5,40 %)   | ▲ 3.761 (7,62 %) ▲   | Schwarze                         |
| Amarelos    | 105 (0,23 %)     | ▲ 515 (1,04 %) ▲     | Asiaten                          |
| Indígenas   | 560 (1,20 %)     | ▲ 583 (1,18 %) ▼     | indigene Bevölkerung             |
| ohne Angabe | 341              | –                    |                                  |

*) Anmerkung: Das IBGE verwendet für Volkszählungen ausschließlich diese fünf Gruppen. Es verzichtet bewusst auf Erläuterungen. Die Zugehörigkeit wird vom Einwohner selbst festgelegt.
Im Umland von Óbidos leben drei indigene Ethnien: die Xiquiana, Kaxuiana und Tiriyó.

## Söhne und Töchter der Stadt
- José Veríssimo (1857–1916), Schriftsteller
- Francisco Klinger Carvalho (* 1966), Bildhauer[8]